# Fairwater, Wisconsin
Fairwater är en ort i Fond du Lac County i delstaten Wisconsin, USA.